# Tegalombo (Tersono)
Tegalombo is een bestuurslaag in het regentschap Batang van de provincie Midden-Java, Indonesië. Tegalombo telt 1662 inwoners (volkstelling 2010).